# Канаев, Леонид Михайлович
Леонид Михайлович Канаев (5 ноября 1947, Исилькуль, Омская область — 5 февраля 2018, Рязань) — российский политический деятель, депутат Государственной думы второго созыва

## Биография
Ректор Рязанского филиала Московского психолого-социального университета.

## Депутат госдумы
В декабре 1995 был избран в депутаты Государственной Думы по Рязанскому одномандатному избирательному округу № 149 избирательным объединением «Коммунистическая партия Российской Федерации». Его основными соперниками по округу были Михаил Малахов, Герой России, набравший 10,37 % голосов, и Евгений Строев, ректор Рязанского государственного медицинского института, за которого проголосовали 7,40 % избирателей.